# Henry Bataille
Pour les articles homonymes, voir Bataille (homonymie).
Ne doit pas être confondu avec Henri Bataille ou Jacques Battaille-Henri.
Henry Bataille est un dramaturge, poète et lithographe français  né à Nîmes le 4 avril 1872 et mort le 2 mars 1922 à Rueil-Malmaison, dans sa propriété du Vieux Phare. Son tombeau se situe dans la commune de Moux dans l'Aude.

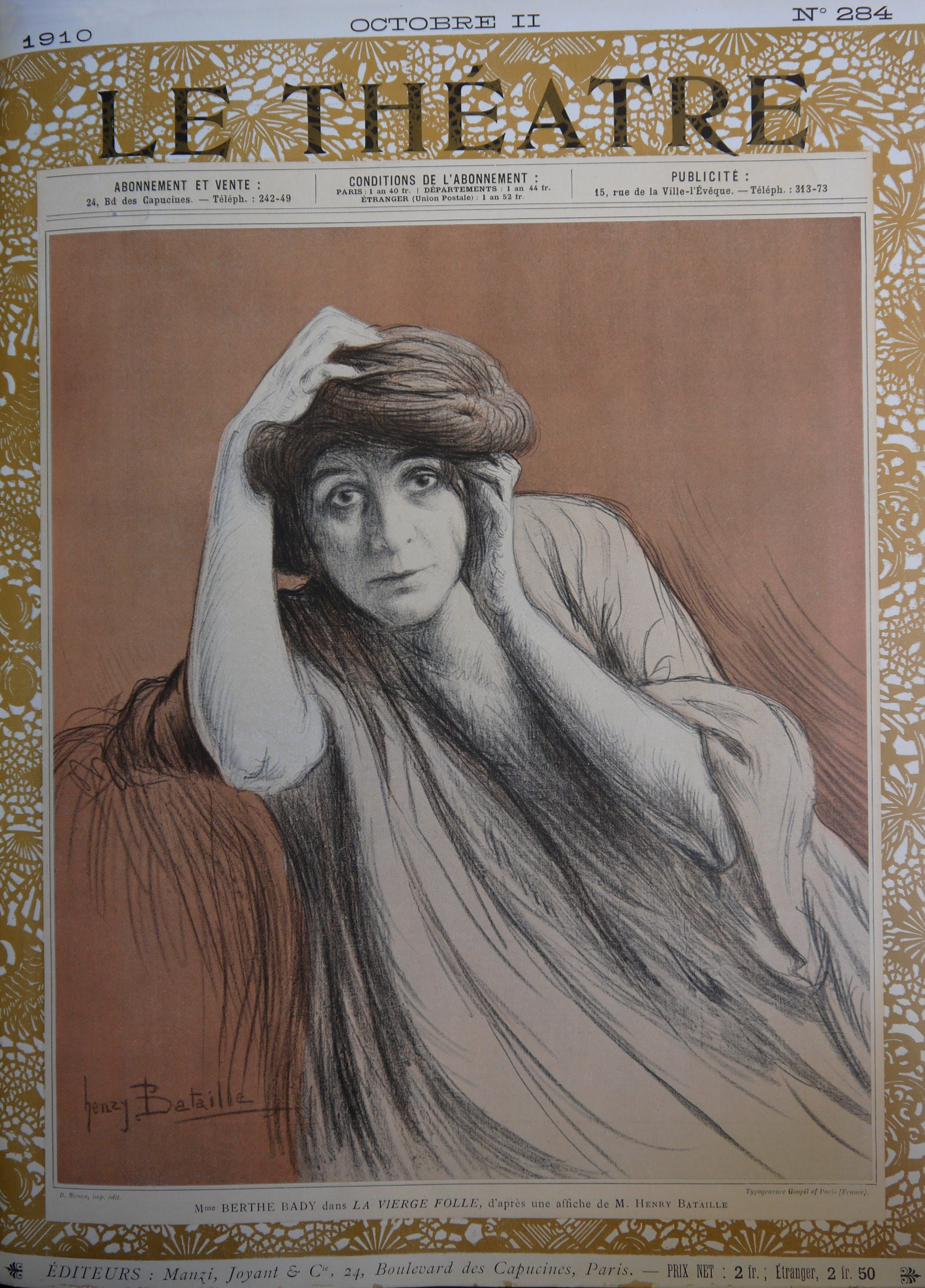
Affiche d'Henry Bataille représentant Berthe Bady, publiée dans Le Théatre, no 284, octobre 1910.

## Biographie
Achille Félix Henri Bataille naquit au sein d'une famille bourgeoise (son père était magistrat à la cour d'appel de Paris), originaire de l'Aude. Il perdit jeune son père puis sa mère. Il fut élevé par sa sœur et le mari de celle-ci, Ernest Blagé, directeur de la Compagnie des chemins de fer du Midi. Ses dons évidents conduisirent ses tuteurs à l'orienter vers des études artistiques (Beaux-Arts, Académie Julian), et Bataille pensa longtemps se tourner vers le dessin et la peinture.
Il a d'ailleurs laissé un album de lithographies Têtes et Pensées (Paul Ollendorff, 1898-1901) qui contient les portraits de 22 célébrités littéraires du début du XXe siècle, dont Jules Renard, André Gide, Octave Mirbeau... Bataille illustra même certaines affiches de ses pièces et exécuta de nombreuses gravures sur cuivre et bois. Remplaçant André Marty, il est par ailleurs directeur du Journal des artistes entre 1894 et 1896.
Henry Bataille eut un succès certain à son époque. Il partagea successivement la vie de ses deux principales interprètes au théâtre, l'actrice d'origine belge Berthe Bady (1872-1921), puis Yvonne de Bray qui fut sa compagne jusqu'à sa mort.
Son œuvre, jouée dans tous les théâtres parisiens, a aussi trouvé sa place à Broadway, et au cinéma : le dernier film de Douglas Fairbanks, réalisé par Alexandre Korda, La Vie privée de Don Juan est adapté de L'Homme à la rose d'Henry Bataille, sa pièce La Femme nue fut plusieurs fois adaptée à l'écran . Au théâtre, il eut les interprètes les plus populaires du moment : Réjane, Marthe Régnier, Yvonne de Bray, Berthe Bady, Cécile Sorel.
L'œuvre de Bataille, nostalgique, se veut une critique virulente des mœurs et de la morale figée des classes aisées de la France de l'avant-guerre.
Louis Aragon fait d'Henry Bataille un des personnages de son roman Les Cloches de Bâle. Pour Aragon, le plus beau vers de la langue française, « J’ai marché sur la traîne immense de ta robe », est un vers d'Henry Bataille. Marcel Pagnol, dans son discours d'intronisation à l'Académie Française, range H. Bataille dans les auteurs majeurs de son époque.
Son tombeau à Moux (Aude) est une fontaine de marbre Renaissance sur laquelle se trouve une reproduction du Transi de René de Chalon réalisée par le sculpteur animalier François Pompon. Il est placé devant la crypte familiale, derrière un enclos où sont placés différents poèmes de Bataille.

## Théâtre

Portrait par Félix Vallotton.

- L'Holocauste titre original, tragédie en quatre actes, représentée sous le titre Ton sang pour la première fois sur la scène du Nouveau-Théâtre
- La Lépreuse, représentée pour la première fois sur la scène de la Comédie-Parisienne, le 4 mai 1896
- L'Enchantement, comédie en quatre actes, représentée pour la première fois au théâtre national de l'Odéon, le 4 mai 1900
- Le Masque, comédie en trois actes, représentée pour la première fois au Théâtre du Vaudeville (Paris), le 24 avril 1902
- Résurrection, d’après le roman de Tolstoï, représenté pour la première fois au Théâtre national de l'Odéon, le 14 novembre 1902
- La Déclaration, pièce en un acte, jouée pour la première fois le 12 avril 1903 en représentation privée
- Maman Colibri, comédie en 4 actes, représentée pour la première fois au Théâtre du Vaudeville (Paris) le 8 novembre 1904 avec en rôles titres Lérand, Louis Gauthier et Berthe Bady
- La Marche nuptiale, pièce en 4 actes, représentée pour la première fois au Théâtre du Vaudeville (Paris) le 27 octobre 1905 avec en rôles titres Gaston Dubosc, Berthe Bady et Gabrielle Dorziat
- Poliche, comédie en 4 actes, représentée pour la première fois à la Comédie-française le 10 décembre 1906 avec en rôles titres Maurice de Féraudy, Henry Mayer, Cécile Sorel et Berthe Cerny
- La Femme nue, pièce en 4 actes, représentée pour la première fois le 27 février 1908 au théâtre de la Renaissance
- Le Scandale, pièce en 4 actes, représentée pour la première fois le 30 mars 1909 au théâtre de la Renaissance
- La Vierge folle, pièce en 4 actes, représentée pour la première fois le 25 février 1910 au Théâtre du Gymnase
- Le Songe d'un soir d'Amour, poème théâtral, représenté pour la première fois le 26 avril 1910 à la Comédie-française
- L'Enfant de l'amour, pièce en 4 actes, théâtre de la Porte-Saint-Martin, 27 février 1911. Mise en scène Léon Christian
- Les Flambeaux pièce en 3 actes, théâtre de la Porte-Saint-Martin, 26 novembre 1912
- Le Phalène, pièce en 4 actes et 2 parties Théâtre du Vaudeville (Paris), 22 octobre 1913
- L'Amazone, pièce en 3 actes, théâtre de la Porte-Saint-Martin, 10 novembre 1916
- Notre image, comédie en 2 actes Théâtre Réjane, 17 octobre 1918
- Les Sœurs d'amour, pièces en 4 actes, Comédie-française, 15 avril 1919 avec en rôles titres Alexandre, Léon Bernard, Berthe Cerny et Marie-Thérèse Piérat
- L'Animateur, pièces en 3 actes, théâtre du Gymnase, 27 janvier 1920 avec en rôles titres Alexandre Arquillière, Armand Bour, Yvonne de Bray et Henriette Roggers
- L'Homme à la rose, mise en scène André Brulé, musique de scène de Reynaldo Hahn, théâtre de Paris, 7 décembre 1920
- La Tendresse, Théâtre du Vaudeville (Paris), 24 février 1921
- La Possession, théâtre de Paris, 22 décembre 1921
- La Chair humaine, Théâtre du Vaudeville (Paris), 10 février 1922
- Le Voyage, mise en scène Henry Bernstein, théâtre du Gymnase, 1937

## Poésie
- La Chambre blanche, 1895 ; réédition : La Chambre blanche, choix de poèmes présentés par Bernard Delvaille, coll. « Orphée », Éditions de la Différence, Paris, 1989.
- Le Beau Voyage, 1904
- La Divine Tragédie, 1916
- La Quadrature de l'amour, 1920

## Nouvelles
- « L'exode » (ill. Serge Beaune), L'Illustration,‎ décembre 1912, p. 31-38 (lire en ligne).

## Adaptations au cinéma
- 1914 : La Femme nue (La donna nuda), réalisé par Carmine Gallone ;
- 1918 : Le Scandale, de Jacques de Baroncelli ;
- 1922 : La donna nuda, réalisé par Roberto Roberti ;
- 1929 : La Marche nuptiale, réalisé par André Hugon ;
- 1929 : Poliche (Der Narr seiner Liebe) réalisé par Olga Tchekhova
- 1934 : Le Scandale, film réalisé par Marcel L'Herbier.
- 1934 : Poliche, réalisé par Abel Gance, avec Constant Rémy, Marie Bell, Alexander D'Arcy.
- 1934 : La Vie privée de Don Juan (The Private Life of Don Juan) réalisé par Alexander Korda, d'après L'Homme à la Rose, avec Douglas Fairbanks, Merle Oberon, Bruce Winston.
- 1935 : La Marche nuptiale, film de Mario Bonnard, avec Madeleine Renaud, Henri Rollan et Jean Marchat.
- 1937 : Maman Colibri, film de Jean Dréville, avec Huguette Duflos, Jean-Pierre Aumont, Jean Worms.
- 1944 : L'Enfant de l'amour, film de Jean Stelli, avec Gaby Morlay, François Périer, Claude Génia.
- 1949 : La Femme nue, film d'André Berthomieu, avec Giselle Pascal, Yves Vincent et Jean Tissier.
- 1973 : Maman Colibri, téléfilm réaalisé par Anton Giulio Majano, avec Giancarlo Zanetti, Ornella Grassi et Roberto Chevalier.
- 1978 : La Vierge folle, téléfilm réalisé par Jean Kerchbron, avec Anne Doat, Denis Manuel et Aniouta Florent.

## Hommage
Le square Henry-Bataille lui rend hommage dans le 16e arrondissement de Paris. Il vécut dans le même arrondissement, 40 avenue Foch.